# A Anacreonte en el cielo
"La canción anacreóntica", en inglés: The Anacreontic Song, también conocida por su íncipit "A Anacreonte en el Cielo" ("To Anacreon in Heaven"), era la canción oficial de la Anacreontic Society, un club de caballeros aficionados de la música del siglo XVIII en Londres. Compuesta por John Stafford Smith, la canción fue luego utilizada por varios escritores como escenario de sus letras patrióticas. Estos incluyen dos canciones de Francis Scott Key, más famoso por su poema "Defensa del Fuerte McHenry". La combinación del poema de Key y la composición de Smith se conoció como "The Star-Spangled Banner", que fue adoptado como el himno nacional de los Estados Unidos en 1931.

## La Sociedad Anacreóntica

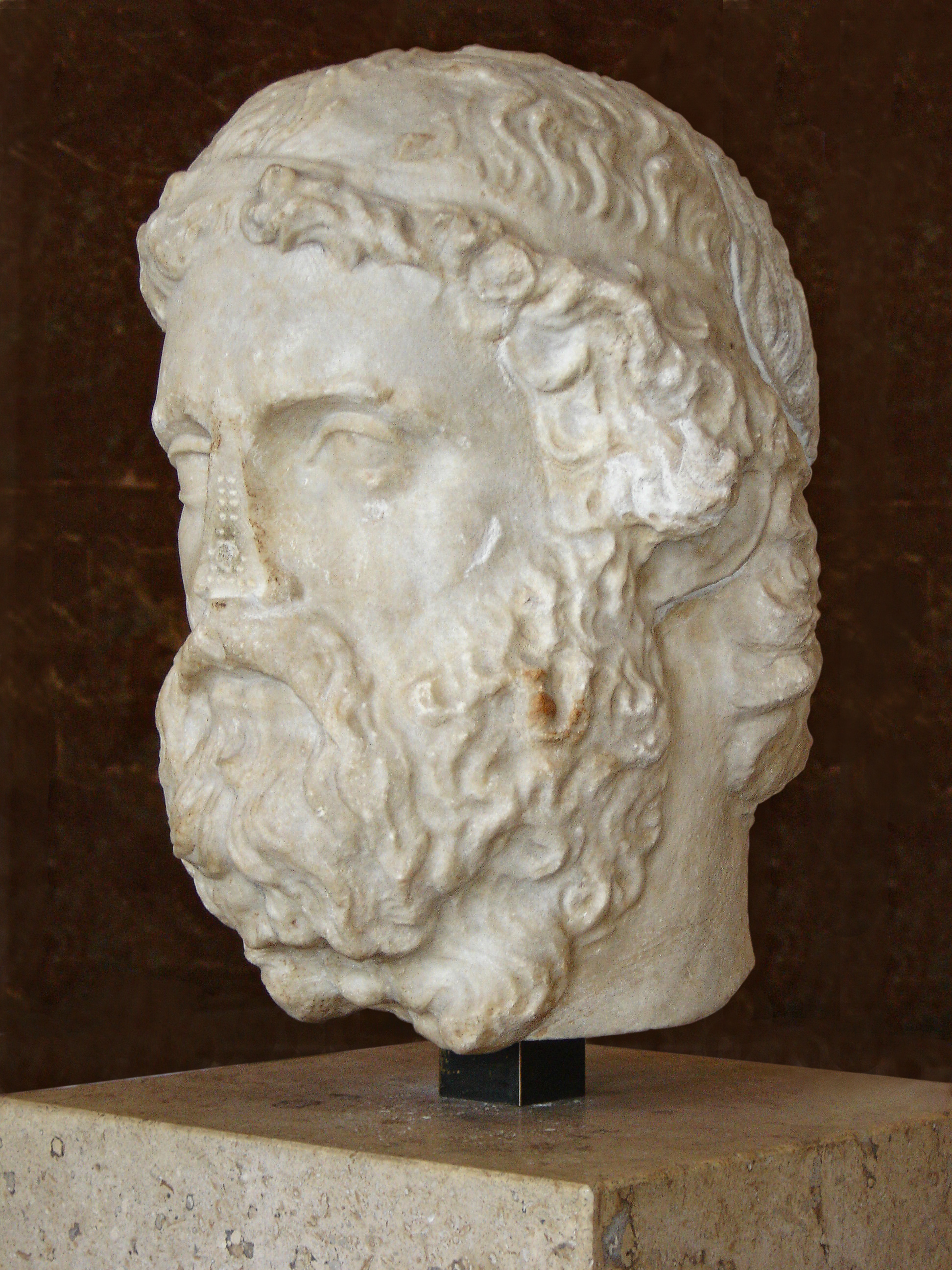
Un busto de Anacreonte

La Sociedad Anacreóntica (Anacreontic Society), era un club de caballeros del tipo que era popular en Londres a fines del siglo XVIII. En existencia desde aproximadamente 1766 hasta 1792, la sociedad estaba dedicada al antiguo poeta griego Anacreonte, quien era famoso por sus canciones y sus odas al amor. Sus miembros, que consistían principalmente en hombres ricos de alto rango social, se reunían los miércoles por la noche para combinar la apreciación musical con la comida y la bebida.
La sociedad se reunía doce veces al año. Cada reunión comenzaba a las siete y media con un largo concierto, con "los mejores intérpretes de Londres", quienes eran nombrados miembros honorarios de la sociedad.
La sociedad llegó a su fin después de que la duquesa de Devonshire asistiera a una de sus reuniones. Debido a que "algunas de las canciones cómicas [no estaban] calculadas exactamente para el entretenimiento de las damas, las cantantes fueron restringidas; lo que desagradó a muchos de los miembros, se resignaron una tras otra; y se convocó una reunión general, la sociedad se disolvió". No está claro exactamente cuándo ocurrió este incidente, pero en octubre de 1792 se informó que "la Sociedad Anacreóntica ya no se reúne más; siempre ha estado luchando con los síntomas de deterioro interno".

## La función original de la canción
Una referencia temprana a la canción Anacreontic se encuentra en las revistas inéditas del caballero y compositor John Marsh (1752-1828). Un escrito del 11 de diciembre de 1773 recuerda:

El Sr. Bowen ... me invitó a acompañarlo el sábado siguiente a un concierto en el London Coffee House llamado Anacreontic Meeting, que por supuesto acepté y toqué música con el Sr. Smith, el líder, después de que nos sentamos en una bonita mesa muchos de nosotros para cenar, después de lo cual se realizaron capturas y glees, en las que un señor Webster, un joven con una voz de bajo muy fina, se distinguió mucho. La canción Anacreontic también fue cantada por él, en el último verso de la cual estábamos de pie tomados de la mano alrededor de la mesa, este concierto fue de hecho el origen de la Sociedad que se celebró después durante muchos años en el Crown and Anchor.

Otra referencia se encuentra en los inéditos Recuerdos de Richard John Samuel Stevens (1757-1837). En este pasaje, Stevens  habla sobre un suceso del año 1777:

El entretenimiento nocturno comenzó a las siete, con un concierto, sobre todo de música instrumental; no era muy raro tener algo de Música Vocal intercalada con el Instrumental. El Sr. Sabattier era el Gerente de este departamento, y generalmente estaba detrás de la Persona que estaba en el Piano Forte. A las diez en punto, finalizaba el concierto instrumental, cuando nos retiramos a las salas de la cena. Después de cenar, después de cantar "Non nobis Domine" volvimos a la sala de conciertos, que mientras tanto había sido arreglada de manera diferente. El Presidente, luego se sentó en el centro de la mesa elevada, en el extremo superior de la habitación, apoyado en cada lado, por los diversos intérpretes vocales. Después de que la Canción Anacreontica había sido cantada, en el Coro del último verso del cual, todos los miembros, visitantes y artistas intérpretes o ejecutantes, se unieron, "cogidos de la mano", nos entretuvieron con la interpretación de varias famosas composiciones, sonetos, canciones, Duetos, y otra Vocal, con algunas composiciones retórica, hasta las doce. 

Parke, escribiendo a principios del siglo XIX, recuerda: 

Después del concierto, se sirvió una elegante cena; y cuando se quitó la tela, la canción constitucional, comenzando, 'A Anacreonte en el cielo', fue cantada por el presidente o su adjunto.

La canción Anacreontica sirvió como la "canción constitucional" de la sociedad. Después del concierto inicial y la comida, la canción sería cantada para abrir la parte posterior de la cena, más desenfadada. Los versos, que son difíciles de cantar debido a su amplia gama, serían cantados por un solo cantante, con toda la sociedad uniéndose en el estribillo. Aunque a menudo se la describe como una "canción para beber", Lichtenwanger afirma que A Anacreonte en el cielo "no era una balada de bar, una melodía para beber que se corría con gafas al ritmo", sino "convivencial, ... en una forma especial y majestuosa ".

## Composición y autoría

### Letra
Las primeras publicaciones de la canción atribuyen sus letras al presidente de la sociedad, Ralph Tomlinson. Tomlinson fue bautizado en Plemstall, Cheshire, en 1744; hacia 1766 era un abogado que trabajaba en Londres. Tomlinson probablemente se convirtió en presidente de la sociedad después de la muerte del anterior presidente, George Bellas, en enero de 1776. Tomlinson murió en marzo de 1778 a la edad de treinta y tres años.

### Música

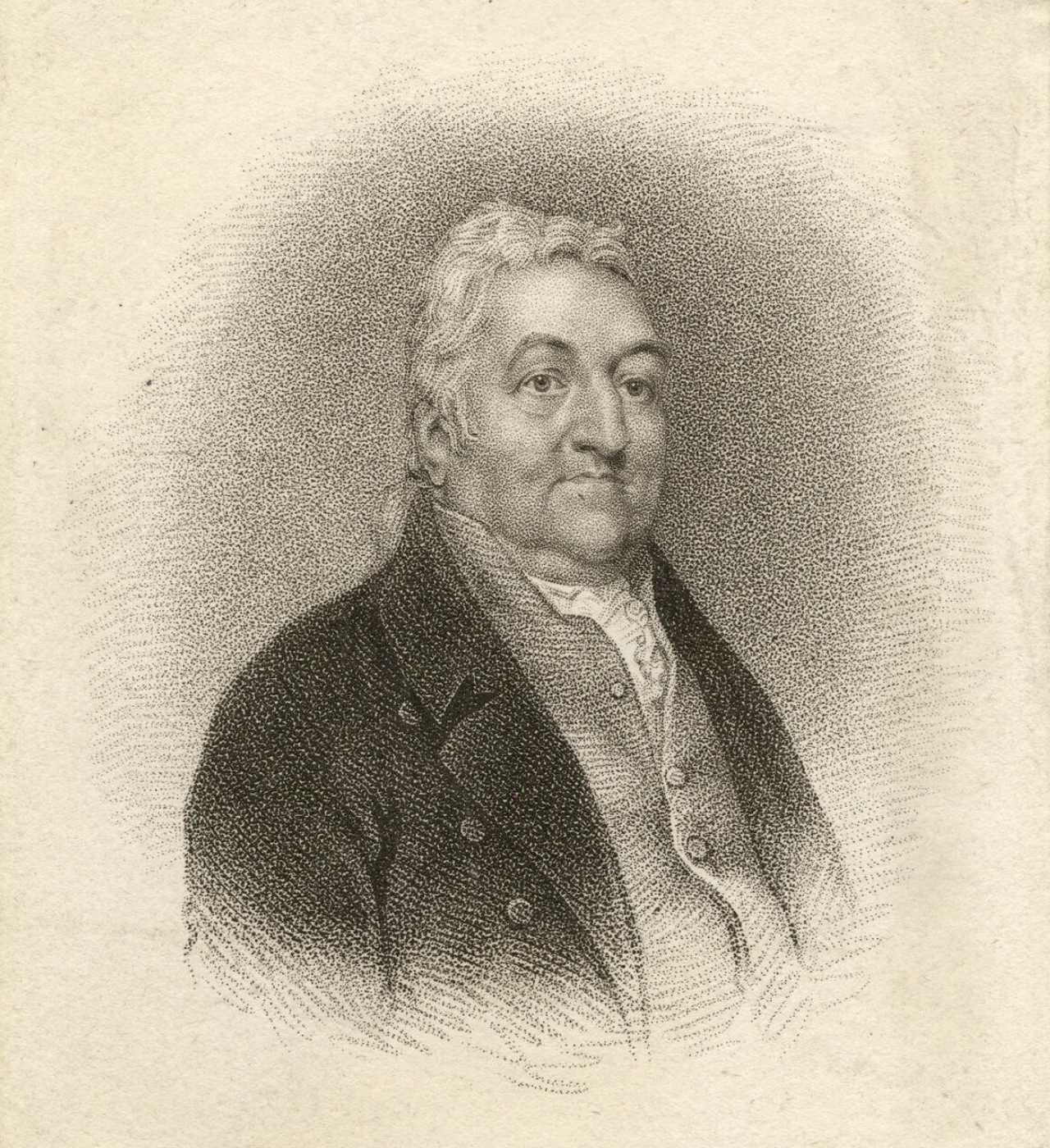
Retrato de John Stafford Smith, hacia 1820

Si bien muchas de las primeras publicaciones de la canción atribuyen la letra a Tomlinson, ninguna nombra al creador de la música. La identidad del compositor fue objeto de controversia hasta el descubrimiento, a mediados del siglo XX, de un pasaje en un manuscrito de Recolecciones, entonces inédito, escrito por Richard John Samuel Stevens (1757-1837), miembro de la Sociedad Anacreóntica. En el escrito del año 1777, Stevens recordó:

Como ya mencioné a Anacreontic Society, puede que no sea inapropiado dar cuenta de esa reunión popular. Se celebró por primera vez en el London Coffee House, en Ludgate Hill, pero como la habitación era demasiado pequeña, fue trasladada a Crown y Anchor Tavern, en Strand, y luego a Holloway. El presidente era Ralph Tomlinson Esqre, muy caballeroso, y un hombre sensato, tranquilo y callado: creo que era un abogado en la Cancillería. Escribió la poesía de la canción Anacreóntica; que Stafford Smith puso en  la Musica: esta canción fue cantada por Webster, cuando asistí por primera vez a la Sociedad.

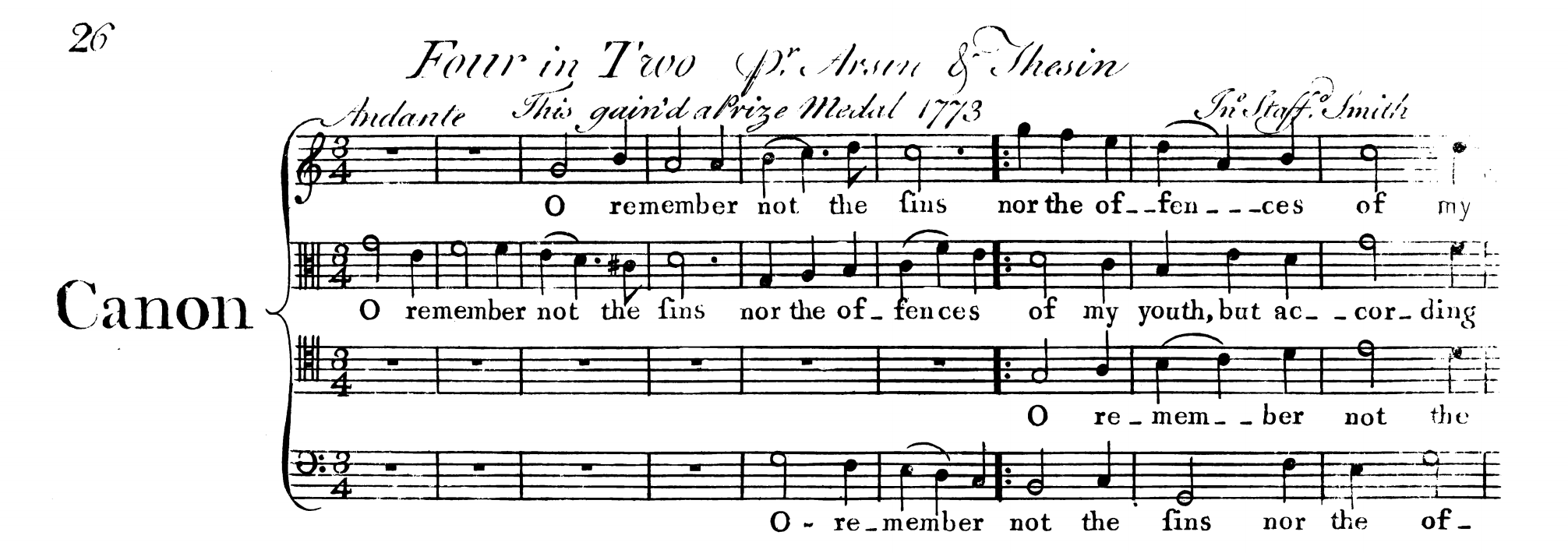
Principio del Canon "O Remember" de John Stafford Smith. "Ganó una Medalla de Premio" del London Catch Club en 1773.

En este pasaje, Stevens identificó al compositor como John Stafford Smith (1750-1836). Smith, el hijo del organista de la Catedral de Gloucester, fue enviado a una edad temprana a cantar en la Capilla Real, y luego se estableció pronto en la capital. Al igual que el propio Stevens, Smith era un joven músico profesional activo principalmente en las capillas e iglesias de Londres. Smith fue un compositor publicado en 1772, y luego ganó dos premios de composición del London Catch Club en 1773. Tanto Smith como Stevens probablemente estaban entre los "miembros honorarios" de la Anacreontic Society que tocaron en sus conciertos sin tener que pagar la tarifa de suscripción; Smith es probablemente el "líder" identificado por Marsh en su recuerdo del extracto de 1773 arriba.
Smith sobrevivió a Ralph Tomlinson y a la Anacreontic Society varias décadas antes de morir en 1836. Durante su vida, la melodía de la canción se estableció en otros textos (sobre todo la "Defensa de Fort McHenry", como se analiza más adelante) y se hizo extremadamente popular. A pesar de esto, Smith no parece haber estado ansioso por dar a conocer el hecho de que había compuesto la canción. La mejor evidencia que se tiene para un reclamo de autoría ocurre en su Fifth Book of Canzonets (1799), que incluía un arreglo de la Canción Anacreóntica con la notación ambigua "armonizada por el Autor".
Sigue siendo desconcertante por qué Smith no hizo más esfuerzo para asociarse con la canción. Hasta el descubrimiento de los Recuerdos de Stevens, hubo cierta controversia sobre si Smith era en realidad el compositor. Sin embargo, ninguna historia alternativa para los orígenes de la música (ya sea como el trabajo de un compositor diferente o como una melodía preexistente) alguna vez ganó un consenso entre los historiadores. Lichtenwanger sugiere que "[p] o quizás Smith compuso la canción para Tomlinson por dinero, por una tarifa fija, lo que significaba cederle sus derechos legales a Tomlinson o a la sociedad".

### Fecha
La fecha de la composición de la canción es incierta. No puede ser anterior a la fundación de la Sociedad Anacreóntica (alrededor de 1766). Lichtenwanger sugiere una fecha de composición tan tardía como 1776; pero si el diario de Marsh es exacto, la canción debe haber existido antes de diciembre de 1773. La edad de John Stafford Smith también puede ser de interés; Smith estaba en su adolescencia en 1766, mientras que en 1773 tenía poco más de veinte años y era un compositor ganador de premios.
| Fecha                              | Acontecimiento |
| ---------------------------------- | --- |
| 17 de agosto de 1744               | Ralph Tomlinson es bautizado en Plemstall, Cheshire. |
| 30 de marzo de 1750                | John Stafford Smith es bautizado en la Catedral de Gloucester. |
| 1761                               | John Stafford Smith se convierte en corista en Chapel Royal, Londres. |
| 19 de junio de 1766                | Ralph Tomlinson es admitido en la Sociedad de Caballeros Practicantes en los Tribunales de Leyes y Equidad, Londres. |
| 1766                               | Fecha aproximada de la fundación de la Anacreontic Society, por Jack Smith. |
| 1773                               | John Stafford Smith es premiado por dos composiciones por el Catch Club de Londres. |
| 11 de diciembre de 1773            | John Marsh registra que asistió a una reunión de la Anacreontic Society en el London Coffee House. La Canción Anacreóntica fue cantada por Webster. "El Sr. Smith" lidera a los músicos. |
| 15 de enero de 1776                | Muerte de George Bellas (presidente de la sociedad). Última fecha posible para que Ralph Tomlinson se convierta en presidente. |
| 1777                               | Última fecha posible para el traslado del London Coffee House a la taberna Crown and Anchor. Este movimiento se llevó a cabo bajo la presidencia de Ralph Tomlinson. |
| 1777                               | Stevens escribe que "asistía regularmente" a la sociedad en esta época. Tomlinson es presidente. |
| 17 de marzo de 1778                | Muerte de Ralph Tomlinson. |
| 1 de agosto de 1778                | Letra de la Canción Anacreótica (versión anterior, con referencias al lugar de reunión en el London Coffee House) publicada en la revista The Vocal. Atribuida a "Ralph Tomlinson, Esq.". |
| Marzo de 1780                      | Letra de la Canción Anacreótica (versión posterior) publicada en The London Magazine. Atribuida a "el fallecido R. Tomlinson". |
| Mayo de 1780                       | "Historia de la Sociedad Anacreónica" (anónima) publicada en The Gentleman's Magazine. Incluye las letras de la canción (versión posterior), atribuidas al "pobre Ralph Tomlinson, su difunto presidente".                                                                                                 |
| En algún momento entre 1777 y 1781 | Se publica la primera edición de Longman & Broderip de la canción con música y texto (versión posterior). La letra es atribuida a "Ralph Tomlinson Esq. Último Presidente de esa Sociedad"; la música no es atribuida. Se refiere a la canción como "Cantada en la taberna Crown and Anchor en el Strand". |
| 1783                               | Primera publicación fechada y conocida de la música de la canción, en The Vocal Enchantress. Tanto la letra como la música no están atribuidas. |
| 1792                               | La Anacreontic Society "no se encuentra más" |
| 1799                               | John Stafford Smith publica su quinto libro de Canzonets, con un posible reclamo indirecto a la autoría de la canción |
| 21 de septiembre de 1836           | Muerte de John Stafford Smith. |

## Publicación

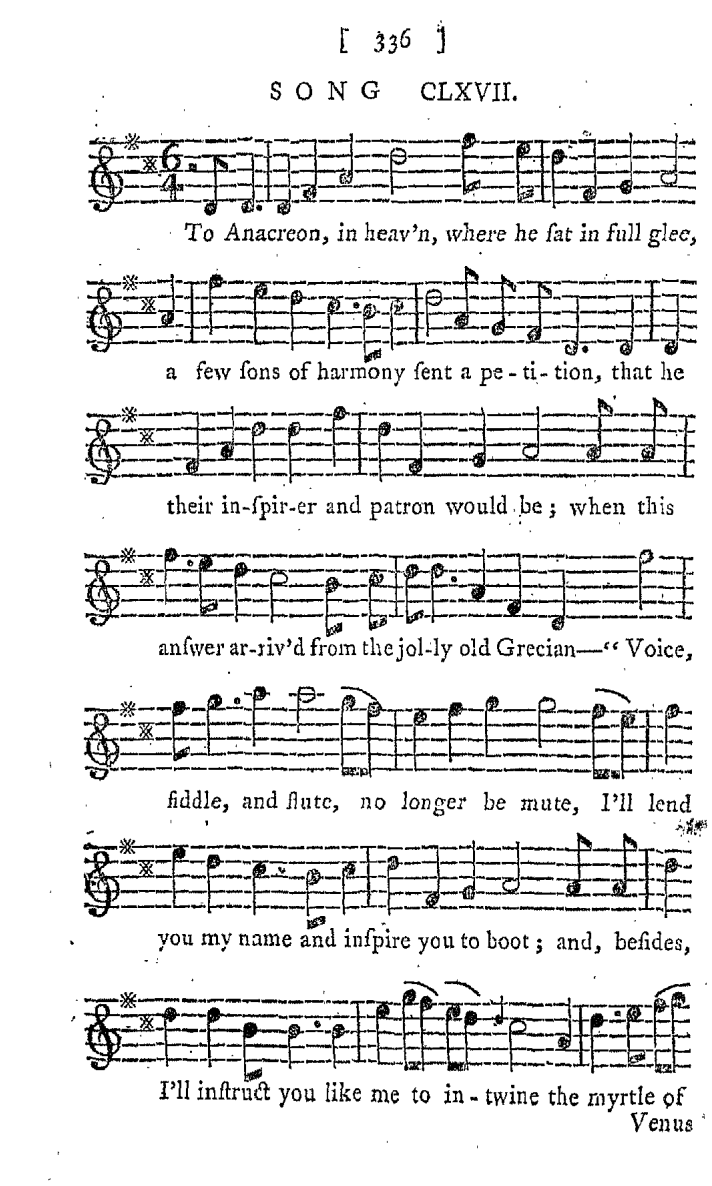
Primera página de la canción publicada en The Vocal Enchantress (1783)

La letra de la canción se publicó en The Vocal Magazine, en 1778, atribuida a "Ralph Tomlinson, Esq.". La música, junto con la letra, se publicó en The Vocal Enchantress, una colección publicada en 1783. También hay varias publicaciones sin fecha de la música que probablemente datan de principios de la década de 1780. Ninguna de estas publicaciones nombra al compositor de la música.
Se presta especial interés a la primera edición de Longman & Broderip de la música, publicada entre 1777 y 1781. Esta fue probablemente la primera publicación de la música y la edición oficial de la que se copiaron otras. Broderip, socio de la firma, es conocido por haber asistido a las reuniones de la sociedad.

## Letra
Las letras son "un despegue afable en un poco de mitología pseudoclásica". Lo siguiente está tomado de la primera edición de Longman y Broderip:

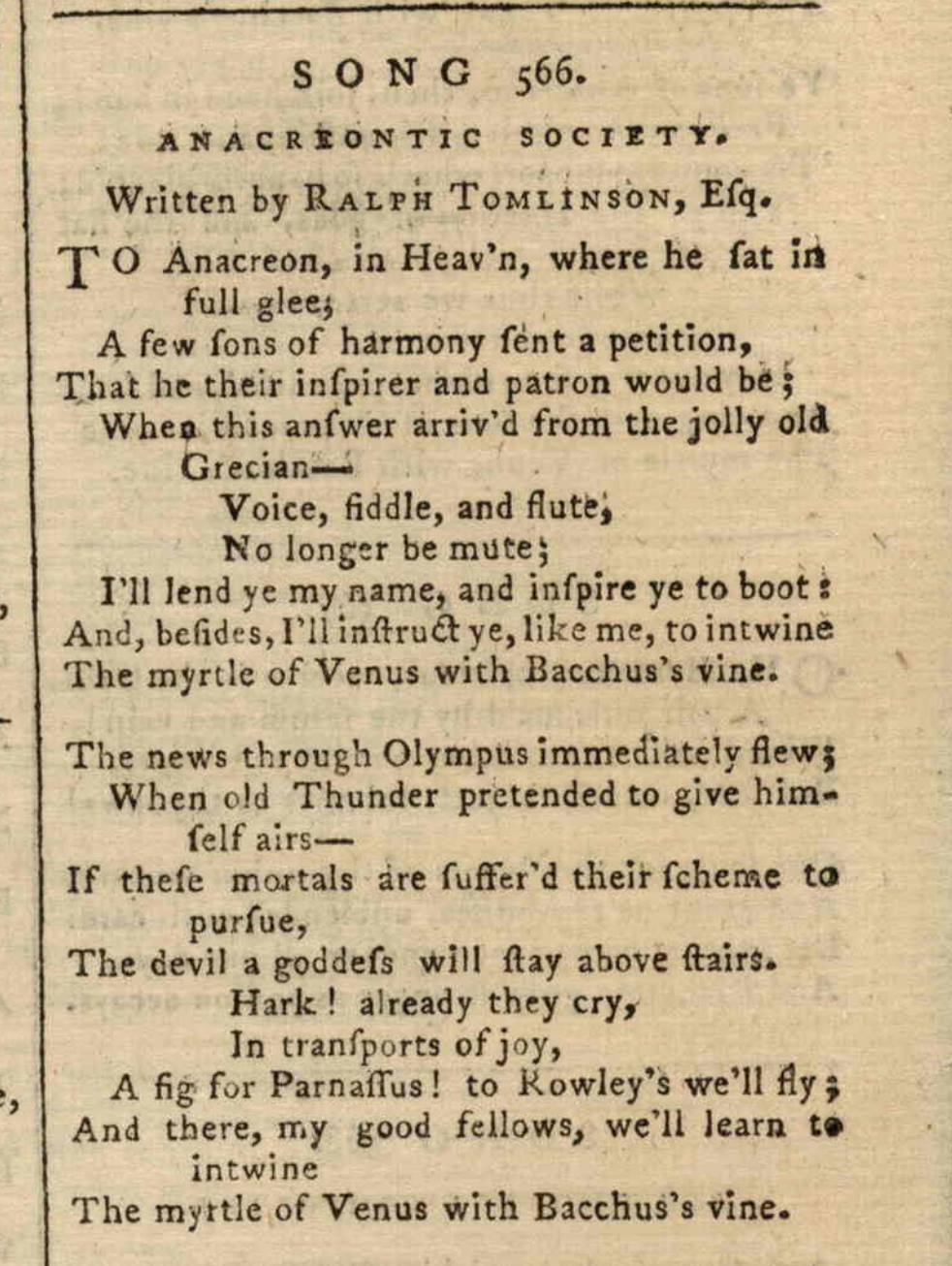
Primera publicación conocida de la letra de "The Anacreontic Song", de la revista The Vocal, 1778. La referencia a "Rowley's" fue eliminada en versiones posteriores.

### Original (eninglés)
1
To Anacreon in Heav'n, where he sat in full Glee,
A few Sons of Harmony sent a Petition,
That he their Inspirer and Patron would be;
When this answer arriv'd from the Jolly Old Grecian
"Voice, Fiddle, and Flute,
"no longer be mute,
"I'll lend you my Name and inspire you to boot,
"And, besides I'll instruct you, like me, to intwine
"The Myrtle of Venus with Bacchus's Vine."
2
The news through Olympus immediately flew;
When Old Thunder pretended to give himself Airs.
"If these Mortals are suffer'd their Scheme to persue,
"The Devil a Goddess will stay above Stairs.
"Hark! already they cry,
"In transports of Joy,
"Away to the Sons of Anacreon we'll fly,
"And there, with good Fellows, we'll learn to intwine
"The Myrtle of Venus with Bacchus's Vine.
3
"The Yellow-Hair'd God and his nine fusty Maids,
"From Helicon's banks will incontinent flee,
"Idalia will boast but of tenantless Shades,
"And the bi-forked Hill a mere Desart will be
"My Thunder no fear on't,
"Shall soon do it's Errand,
"And dam'me! I'll swinge the Ringleaders, I warrant.
"I'll trim the young Dogs, for thus daring to twine
"The Myrtle of Venus with Bacchus's Vine."
4
Apollo rose up, and said, "Pry'thee ne'er quarrel,
"Good King of the Gods, with my Vot'ries below:
"Your Thunder is useless"—then shewing his Laurel,
Cry'd "Sic evitabile fulmen, you know!
"Then over each head
"My Laurels I'll spread;
"So my Sons from your Crackers no Mischief shall dread,
"Whilst snug in their Club-Room, they jovially twine
"The Myrtle of Venus with Bacchus's Vine."
5
Next Momus got up with his risible Phiz,
And swore with Apollo he'd chearfully join—
"The full Tide of Harmony still shall be his,
"But the Song, and the Catch, and the Laugh shall be mine.
"Then, Jove, be not jealous
"Of these honest fellows."
Cry'd Jove, "We relent, since the Truth you now tell us;
"And swear by Old Styx, that they long shall intwine
"The Myrtle of Venus with Bacchus's Vine."
6
Ye Sons of Anacreon, then join Hand in Hand;
Preserve Unanimity, Friendship, and Love!
'Tis your's to support what's so happily plann'd;
You've the sanction of Gods, and the Fiat of Jove.
While thus we agree,
Our Toast let it be.
May our Club flourish happy, united, and free!
And long may the Sons of Anacreon intwine
The Myrtle of Venus with Bacchus's Vine.

### En español
1
A Anacreonte en el Cielo, donde se sentó en pleno Glee,

Algunos Hijos de la Armonía enviaron una Petición,
Que él sería su Inspirador y Patrón;
Cuando esta respuesta llegó del Alegre anciano Griego

"Voz, violín y flauta,
"ya no estarás mudo,
"Te prestaré mi nombre y te inspiraré a arrancar,
"Y, además, te instruiré, como yo, para que participe

"El mirto de Venus con la vid de Baco".

2
Las noticias a través del Olimpo volaron de inmediato;

Cuando el Viejo Trueno fingió darse aires.

"Si estos mortales sufren su plan de persistencia,

"El diablo, una diosa se mantendrá por encima de las escaleras.
"¡Escucha! Ya lloran,
"Transportan de alegría,
"Lejos a los Hijos de Anacreonte volaremos,

"Y allí, con buenos compañeros, aprenderemos a integrarnos

"El mirto de Venus con la vid de Baco.

3
"El Dios de pelo amarillo y sus nueve feroces musas,

"De los bancos de Helicon huirán incontinentes,

"Idalia se vanagloriará de Sombras sin inquietudes,

"Y la colina bifurcada un simple Desierto será

"Mi Trueno no tiene miedo,
"Pronto lo haré es una misión,

"¡Y a mí, maldito! Voy a joder a los Cabecillas, lo garantizo.

"Voy a recortar a los perros jóvenes, por lo tanto, atreverse a guita
"El mirto de Venus con la vid de Baco".

4
Apolo se levantó y dijo: "No te pongas a pelear,

"Buen Rey de los Dioses, con mi voto a continuación:
"Tus Truenos son inútiles", luego mostrando su Laurel,

Grita "Sic evitabile fulmen, ¿sabes?

"Entonces sobre cada cabeza
"Mis laureles me extenderé;
"Entonces mis Hijos de tus Demoledores no Temerán,
"Mientras estén cómodos en su sala Club, se envuelven jovialmente
"El mirto de Venus con la vid de Baco".

5
Luego Momus se levantó con su risible Phiz,

Y juró con Apolo que se uniría con alegría-

"Toda la marea de la armonía todavía será suya,
"Pero la Canción, y la Composición, y la Risa serán mías.
"Entonces, Jove, no estés celoso

"De estos tipos honestos".
Gritó Jove, "cedemos, ya que la verdad que ahora nos dices;

"Y juro por el viejo Estijio, que por mucho tiempo se incorporarán

"El mirto de Venus con la vid de Baco".

6
Los Hijos de Anacreonte, a continuación, van de la mano;

¡Conservan la unanimidad, la amistad y el amor!
Eres tu para apoyar lo que está tan felizmente planeado;

Tienes la aprobación de los Dioses y de Jove.

Mientras tanto, estamos de acuerdo, Nuestro brindis le daremos.
¡Que nuestro Club florezca feliz, unido y libre!
Y por mucho tiempo los Hijos de Anacreonte se unirán

El mirto de Venus con la vid de Baco.

### Versión anterior de la letra
En la primera versión conocida de la letra, tal como se publicó en la revista The Vocal de 1778, hay dos discrepancias textuales significativas de publicaciones posteriores.
- En el segundo verso, ¡Una figura para el Parnaso! Por Rowley, volaremos; aparece Lejos a los Hijos de Anacreon volaremos
- En el tercer verso, A la colina del viejo Lud huirá incontinente, aparece en lugar De las orillas de Helicon incontinente huirá.

Las dos líneas reemplazadas hacen referencia al anterior lugar de reunión de la sociedad en el London Coffee-House, que estaba situado en Ludgate Hill, y parece haber ocupado las mismas instalaciones que Rowley y Leech, un comerciante de vinos.

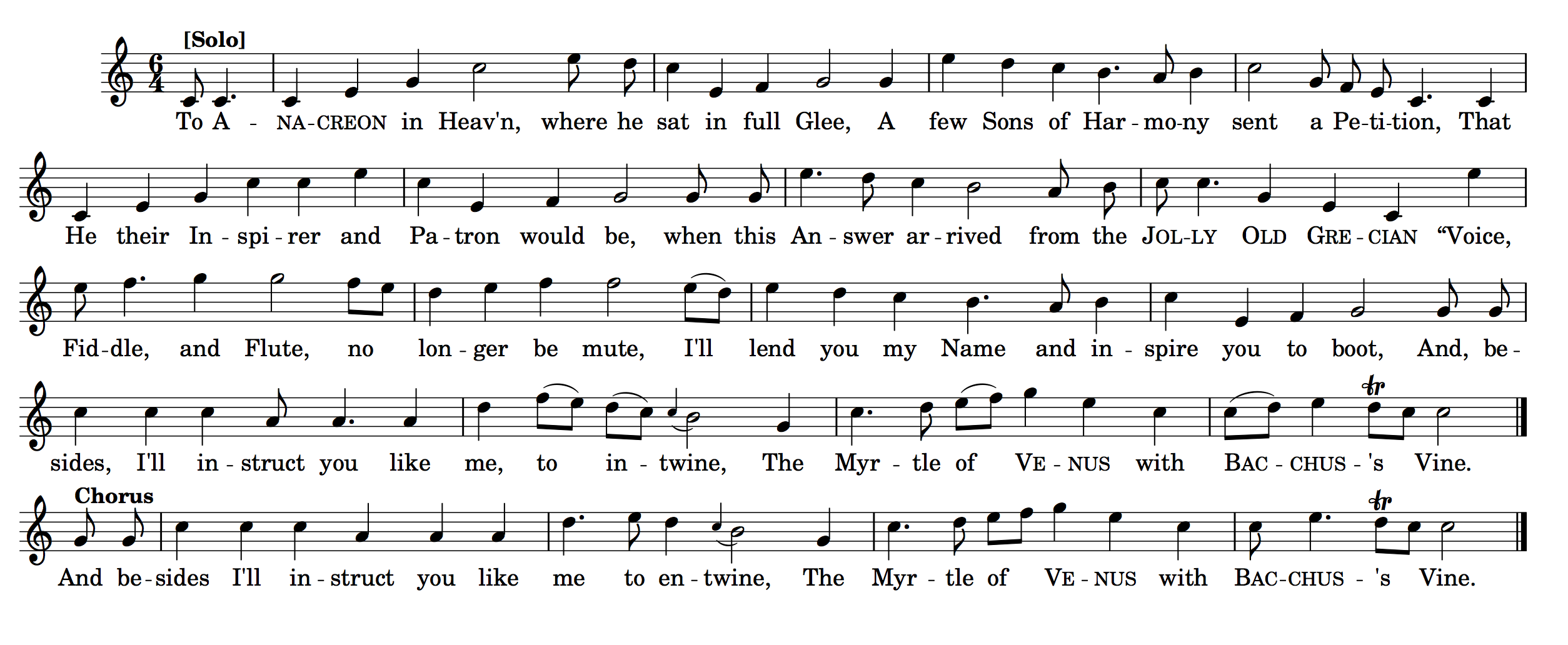
La melodía de la canción anacreóntica, de la primera edición de Longman & Broderip

## Historia subsecuente
La canción, a través de sus letras obscenas, ganó popularidad en Londres y en otros lugares más allá de la Sociedad Anacreontic. También se crearon nuevas letras para ella, incluidos varios títulos patrióticos en los Estados Unidos. El más popular de estos en ese momento fue "Adams and Liberty", de Robert Treat Paine Jr. (1798).

### "La Bandera Estrellada"
Francis Scott Key escribió "Defensa del Fuerte McHenry" durante la Guerra de 1812, mientras estaba detenido en un barco británico durante la noche del 13 de septiembre de 1814, cuando las fuerzas británicas bombardearon el fuerte estadounidense. Key escribió la letra específicamente con esta canción patriótica familiar en mente, tal como lo había hecho con un conjunto anterior de sus letras "cuando se restablezca el guerrero", en la que había hecho uso similar de las imágenes de "Star-Spangled Banner". Más tarde titulada "The Star-Spangled Banner" (en español: La Bandera Estrellada), la letra de Key, ambientada en la música de Stafford Smith, se convirtió en una canción patriótica reconocida en todo Estados Unidos, y fue oficialmente designada como el himno nacional estadounidense el 3 de marzo de 1931. Las nuevas letras de una melodía existente se llaman contrafactum.

### Letra
- Tomlinson, Ralph, To Anacreon in Heaven, Poem of the Week, #234, consultado el 1 de junio de 2008., "Poem of the Week", #234
- Lossing, Benson J., ed. (1873), Lossing, Benson J., ed. (1873), The American Historical Record II, Philadelphia: Samuel P. Town, Publisher, p. 129., Filadelfia: Samuel P. Town, Editor
- Biblioteca UVa: Exposiciones: Odas patrióticas

### Multimedia
- Enlace a una versión en mp3 de la canción, cantada por John Townley en The Top Hits of 1776.
- Enlace a vídeo, por el Glee Club del Instituto de Tecnología de Georgia (en YouTube)
- Esta obra contiene una traducción  derivada de «To Anacreon in Heaven» de Wikipedia en inglés, concretamente de esta versión del 29 de abril de 2018, publicada por sus editores bajo la Licencia de documentación libre de GNU y la Licencia Creative Commons Atribución-CompartirIgual 4.0 Internacional.

- Datos: Q1288405
- Multimedia: To Anacreon in Heaven / Q1288405